# Ocupação austro-húngara da Sérvia
As Forças Armadas Austro-Húngaras ocuparam o Reino da Sérvia do final de 1915 até o fim da Primeira Guerra Mundial. A declaração de guerra da Áustria-Hungria contra a Sérvia em 28 de julho de 1914 marcou o início da guerra. Após três ofensivas austro-húngaras malsucedidas entre agosto e dezembro de 1914, uma ofensiva combinada austro-húngara e alemã rompeu a frente sérvia pelo norte e oeste em outubro de 1915, enquanto a Bulgária atacou pelo leste. Em janeiro de 1916, toda a Sérvia foi ocupada pelas Potências Centrais.
A Sérvia foi dividida em duas zonas de ocupação separadas, uma zona austro-húngara e uma zona búlgara, ambas governadas por uma administração militar. A Alemanha se recusou a anexar diretamente qualquer território sérvio e, em vez disso, assumiu o controle de ferrovias, minas e recursos florestais e agrícolas em ambas as zonas ocupadas. A zona de ocupação austro-húngara cobria os três quartos do norte da Sérvia. Era governada pela Governadoria Geral Militar da Sérvia (MGG/S), uma administração estabelecida pelo Exército Austro-Húngaro em 1º de janeiro de 1916, com um governador militar à frente, apoiado por um comissário civil. O Imperador Francisco José I nomeou Johann von Salis-Seewis, um oficial nascido na Croácia, como o primeiro Governador Geral Militar. O objetivo da nova administração era desnacionalizar a população sérvia e transformar o país em um território de onde se extraíam alimentos e se exploravam recursos econômicos.
Além de um sistema jurídico militar que proibia todas as organizações políticas, proibia reuniões públicas e colocava as escolas sob seu controle, o Exército Austro-Húngaro tinha permissão para impor a lei marcial, praticar a tomada de reféns, queimar aldeias em ataques punitivos e responder a revoltas com enforcamentos públicos e execuções sumárias. Durante a ocupação, entre 150.000 e 200.000 homens, mulheres e crianças foram deportados para campos de concentração e internamento construídos especialmente para esse fim na Áustria-Hungria, mais notavelmente Mauthausen na Áustria, Doboj na Bósnia e Nagymegyer, Arad e Kecskemét na Hungria.
Em setembro de 1918, as forças aliadas, lideradas pelo Segundo Exército Sérvio e pela Divisão de Voluntários Iugoslava, romperam a frente de Salônica, levando à rendição da Bulgária em 30 de setembro, seguida pela rápida libertação da Sérvia e pela retirada de todas as tropas austro-húngaras restantes até o final de outubro. Em 1º de novembro de 1918, toda a Sérvia pré-guerra foi libertada, pondo fim à ocupação.

## Antecedentes
Em 28 de junho de 1914, o herdeiro do trono dos Habsburgos, o arquiduque Francisco Ferdinando, foi assassinado pelo estudante sérvio-bósnio Gavrilo Princip em Sarajevo. A preservação do prestígio da Áustria-Hungria exigiu um ataque punitivo à Sérvia, que a liderança austro-húngara considerou responsável pelo assassinato. A liderança militar austro-húngara estava determinada a anular a independência da Sérvia, que considerava uma ameaça inaceitável ao futuro do império, dada a sua considerável população eslava do sul. 
Em 28 de julho de 1914, exatamente um mês após o assassinato de Francisco Fernando, a Áustria-Hungria declarou guerra à Sérvia. Naquela noite, a artilharia austro-húngara bombardeou a capital sérvia de Belgrado a partir da cidade fronteiriça de Semlin (atual Zemun), efetivamente iniciando a Primeira Guerra Mundial. O comando da força de invasão austro-húngara foi delegado ao Feldzeugmeister Oskar Potiorek, o governador-geral da Bósnia e Herzegovina, que era responsável pela segurança de Francisco Ferdinando e sua esposa a duquesa Sofia de Hohenberg, em Sarajevo.  Na manhã de 12 de agosto de 1914, o Quinto Exército Austro-Húngaro cruzou o Rio Drina, iniciando efetivamente a primeira invasão da Sérvia. 

### Expedição punitiva e primeira ocupação

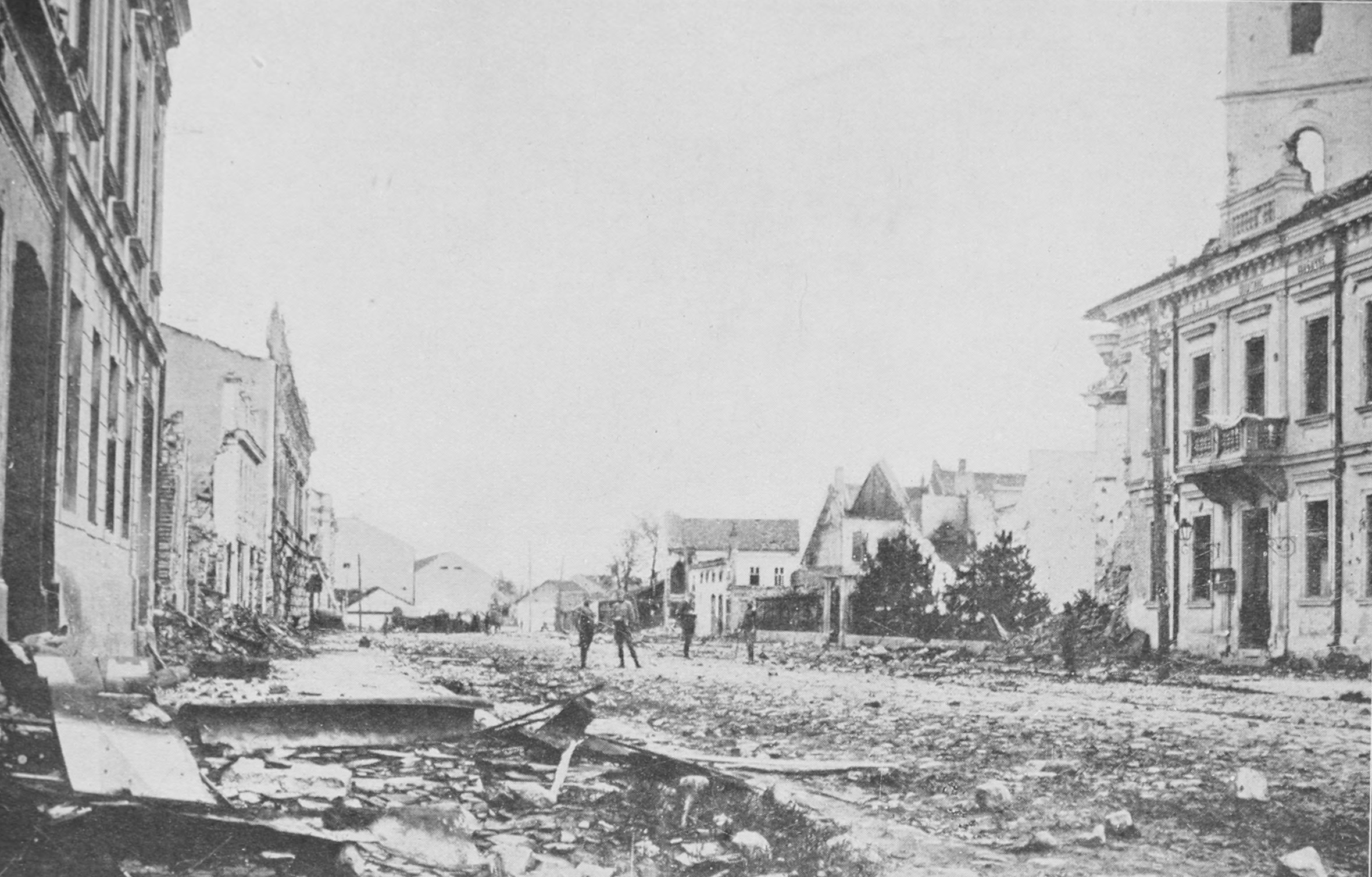
Šabac, retratada em agosto de 1914, foi o primeiro alvo da expedição punitiva austro-húngara e o local de muitas atrocidades cometidas contra a população local

Durante a primeira invasão da Sérvia, que a liderança austro-húngara apelidou eufemisticamente de expedição punitiva (em alemão: Strafexpedition),  As forças austro-húngaras ocuparam partes da Sérvia durante treze dias. Seus objetivos de guerra não eram apenas eliminar a Sérvia como ameaça, mas também puni-la por alimentar o irredentismo eslavo do sul na monarquia. A ocupação transformou-se numa guerra de aniquilação, acompanhada de massacres de civis e de tomada de reféns.  As tropas austro-húngaras cometeram uma série de crimes de guerra contra a população sérvia, especialmente na área de Mačva, onde, de acordo com o historiador Geoffrey Wawro, o exército austro-húngaro atacou a população civil em uma onda de atrocidades.  Durante a curta ocupação, entre 3.500 e 4.000 civis sérvios foram mortos em execuções e actos de violência aleatória por tropas saqueadoras. 
Assassinatos em massa ocorreram em diversas cidades no norte da Sérvia. Em 17 de agosto de 1914, na cidade sérvia de Šabac, 120 moradores — a maioria mulheres, crianças e idosos, que antes estavam trancados em uma igreja — foram baleados e enterrados no cemitério pelas tropas austro-húngaras, sob as ordens do Feldmarschall-Leutnant Kasimir von Lütgendorf.  Os restantes residentes foram espancados até à morte, enforcados, esfaqueados, mutilados ou queimados vivos.  Mais tarde, foi descoberta uma cova na aldeia de Lešnica contendo 109 camponeses mortos que estavam "amarrados com uma corda e cercados por arame"; eles foram baleados e imediatamente enterrados, mesmo com alguns ainda vivos.  Wawro escreve que em Krupanj, homens da 42ª Divisão de Infantaria da Guarda Nacional, a formação exclusivamente croata conhecida como Divisão do Diabo, [a] esmagaram um grupo de idosos e jovens com coronhadas de espingardas e enforcaram todos os que ainda respiravam. 

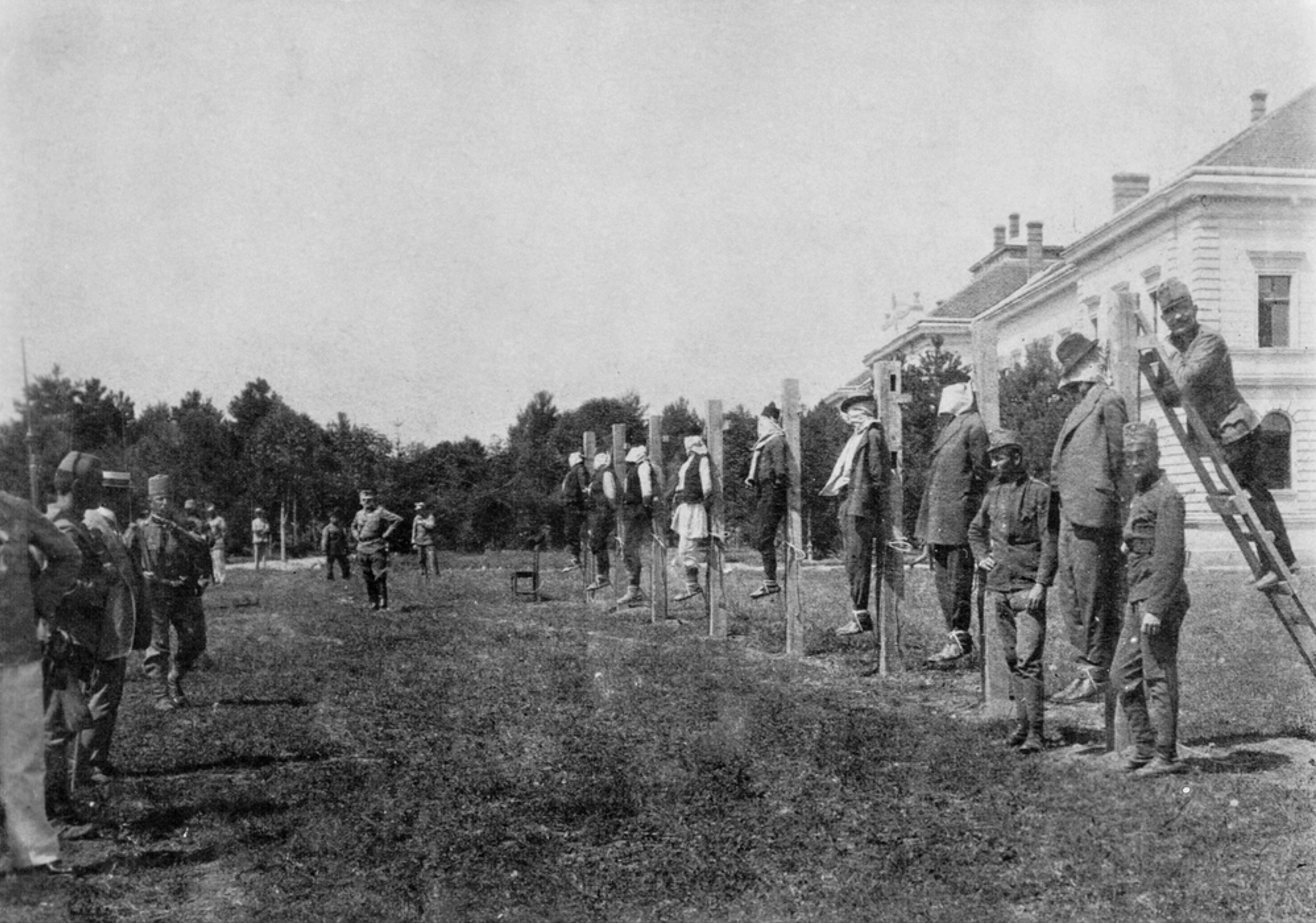
Um cartão postal mostrando sérvios sendo executados por enforcamento em Kruševac enquanto soldados austríacos posam.

Este tipo de ataques foi planeado ao mais alto nível, o terreno para a escalada da violência foi ideologicamente preparado pelo radicalismo verbal dos comandantes,  em 13 de agosto Potiorek ordenou enforcamentos de represália, a tomada de reféns e incêndios criminosos por todas as unidades.  Muitas vezes, os corpos eram deixados pendurados na forca, nas árvores ou nos postes de iluminação pública durante dias, como forma de dissuasão e como prova da determinação dos militares austro-húngaros em lidar com os suspeitos sérvios.  Muitas execuções foram fotografadas por soldados e oficiais austro-húngaros; algumas das imagens foram reproduzidas como cartões postais e vendidas nos pontos de venda oficiais do exército austro-húngaro.   O criminologista e médico suíço Archibald Reiss relatou as atrocidades cometidas pelo exército austro-húngaro em um relatório que foi apresentado na Conferência de Paz de Paris de 1919,  Reiss registrou que o número de civis mortos no território sérvio invadido ascendeu a entre 3.000 e 4.000, incluindo um grande número de mulheres e crianças, na região ao redor de Šabac ele contou 1.658 edifícios queimados. Segundo o historiador James Lyon, “as forças dos Habsburgos envolveram-se numa orgia de pilhagens, violações, assassinatos, extermínio em massa e outras atrocidades”.  Reiss comparou as atrocidades austro-húngaras ao estupro da Bélgica. 
O correspondente de guerra americano John Reed, em turnê pela Sérvia com o artista canadense Boardman Robinson, relatou histórias sobre as atrocidades cometidas pelos soldados austríacos contra a população civil "Vimos o Hôtel d'Europe destruído e a igreja enegrecida e mutilada em Šabac, onde três mil homens, mulheres e crianças foram confinados juntos sem comida ou água por quatro dias e depois divididos em dois grupos - um enviado para a Áustria como prisioneiros de guerra, o outro levado à frente do exército enquanto marchava para o sul contra os sérvios". 
O historiador austríaco Anton Holzer escreveu que o exército austro-húngaro realizou "inúmeros e sistemáticos massacres... contra a população sérvia. Os soldados invadiram aldeias e cercaram homens, mulheres e crianças desarmados. Eles foram mortos a tiros, a baionetas ou enforcados. As vítimas foram trancadas em celeiros e queimadas vivas. As mulheres foram enviadas para as linhas de frente e estupradas em massa. Os habitantes de aldeias inteiras foram feitos reféns, humilhados e torturados."  De acordo com várias fontes, 30.000 civis sérvios foram executados apenas durante o primeiro ano de ocupação.  
Em 24 de agosto, após infligir uma grande derrota às "Forças Armadas Balcânicas" invasoras da Áustria-Hungria (em alemão: Balkanstreitkräfte) na Batalha de Cer,  o Exército Real Sérvio libertou Šabac e alcançou as margens fronteiriças do Rio Sava, pondo fim à primeira invasão austro-húngara da Sérvia e garantindo a primeira vitória Aliada na Primeira Guerra Mundial 

#### Invasões repelidas e vitória sérvia
Em 8 de setembro de 1914, os austro-húngaros lançaram uma segunda invasão, um ataque noturno duplo através do Drina para garantir uma cabeça de ponte firme. Desta vez, envolvendo todas as suas forças, as forças bem equipadas dos Habsburgos superaram em número os sérvios, que estavam com falta de munições, numa proporção de dois para um.  Enfrentando forte resistência, o Quinto Exército foi empurrado de volta para a Bósnia, enquanto a ofensiva do Sexto Exército foi interrompida por um forte contra-ataque sérvio. Em 23 de outubro, o navio almirante da Flotilha Austro-Húngara do Danúbio, o SMS Temes, que bombardeou Belgrado no primeiro dia da guerra, foi afundado por uma mina no Sava.  Embora tenha sofrido quase 30.000 baixas e a invasão tenha sido temporariamente interrompida, o exército austro-húngaro manteve uma posição na Sérvia.  Convencido de que a Sérvia estava perto da derrota, Potiorek se reagrupou e lançou uma terceira ofensiva em 5 de novembro de 1914. Potiorek explorou a superioridade dos austro-húngaros em artilharia, incluindo morteiros de grande calibre, para capturar Valjevo em 15 de novembro e com o apoio de um grupo de monitoramento da Flotilha do Danúbio, bem como reconhecimento aéreo,  Belgrado em 30 de novembro, forçando o Exército Real Sérvio a recuar. 

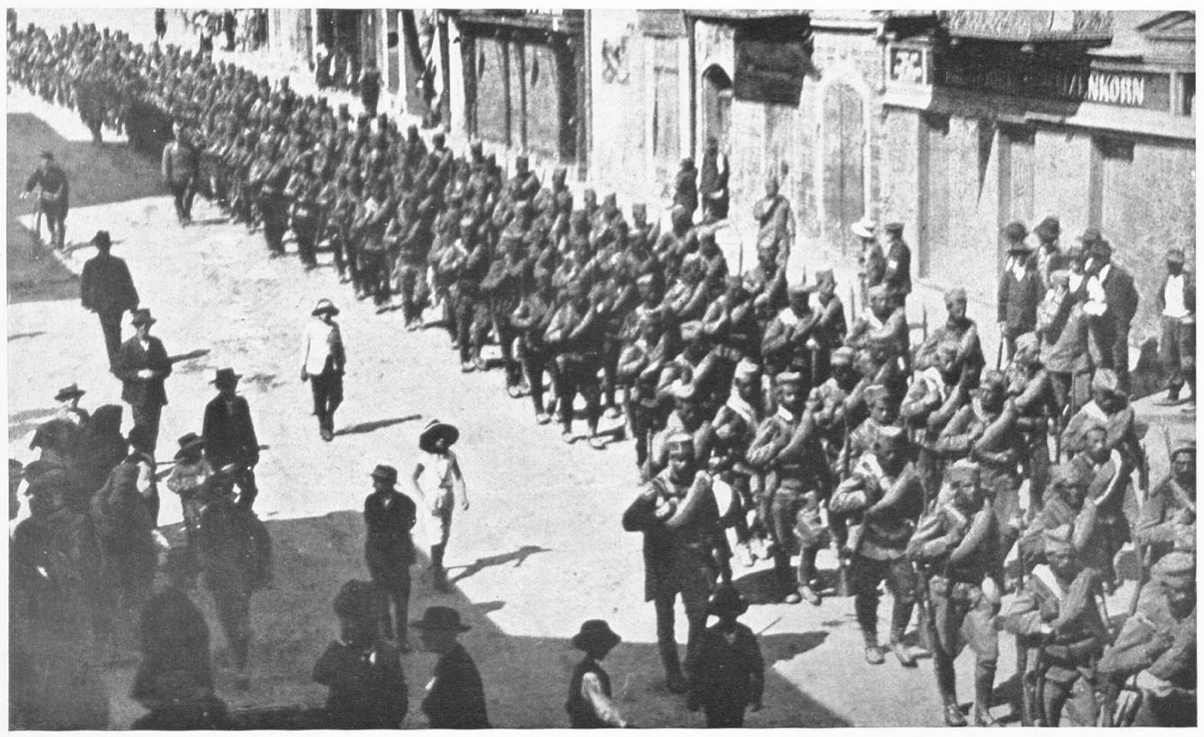
Tropas sérvias marcham pela cidade fronteiriça austro-húngara de Semlin (atual Zemun) em dezembro de 1914

O território conquistado foi dividido em cinco comandos de condado (em alemão: Etappenbezirkskommandos). O Feldmarschall austro-húngaro de etnia croata Stjepan Sarkotić, comandante durante a primeira invasão da 42ª Divisão de Infantaria da Guarda Nacional,  foi nomeado governador-geral da Sérvia pelo Imperador Francisco Jos em 24 de novembro de 1914.  Sob a administração de Sarkotić, foram criados vários campos de concentração nos quais dezenas de milhares de sérvios foram internados;  só na cidade de Šabac, entre 1.500 e 2.000 civis foram deportados para campos de internamento na Hungria.  Segundo o historiador Bastian Matteo Scianna, as atrocidades austro-húngaras tiveram um caráter exterminador planejado. 
No início de dezembro, o Exército Real Sérvio lançou um contra-ataque sustentado, derrotando decisivamente os austro-húngaros na Batalha de Kolubara e recapturando Belgrado um dia após o novo governo militar do general Sarkotic ter sido estabelecido.  Em 15 de dezembro, o Exército Real Sérvio capturou Zemun, tendo cruzado a fronteira em perseguição aos austro-húngaros.  A derrota às mãos da Sérvia, um pequeno reino camponês dos Balcãs, feriu o orgulho da liderança militar e civil da Áustria-Hungria.  Um oficial austríaco teria dito que Potiorek seria fuzilado se aparecesse entre suas próprias tropas.  Em 22 de dezembro, Potiorek foi destituído do comando e substituído pelo arquiduque Eugen da Áustria.  Embora a Áustria-Hungria não tenha conseguido derrotar a Sérvia, o Exército Real Sérvio esgotou sua capacidade militar, perdendo 100.000 homens em batalha, e foi forçado a lidar com uma epidemia de febre tifoide que dizimou ainda mais o exército e a população civil. 
As autoridades alemãs instaram os seus homólogos austro-húngaros a lançarem mais uma ofensiva contra a Sérvia, apesar do facto de os austro-húngaros estarem envolvidos numa segunda frente dispendiosa com a Rússia a leste.  A liderança austro-húngara não consideraria invadir a Sérvia novamente por quase um ano, quando a participação búlgara em tal invasão estava garantida. 

### Conquista da Sérvia

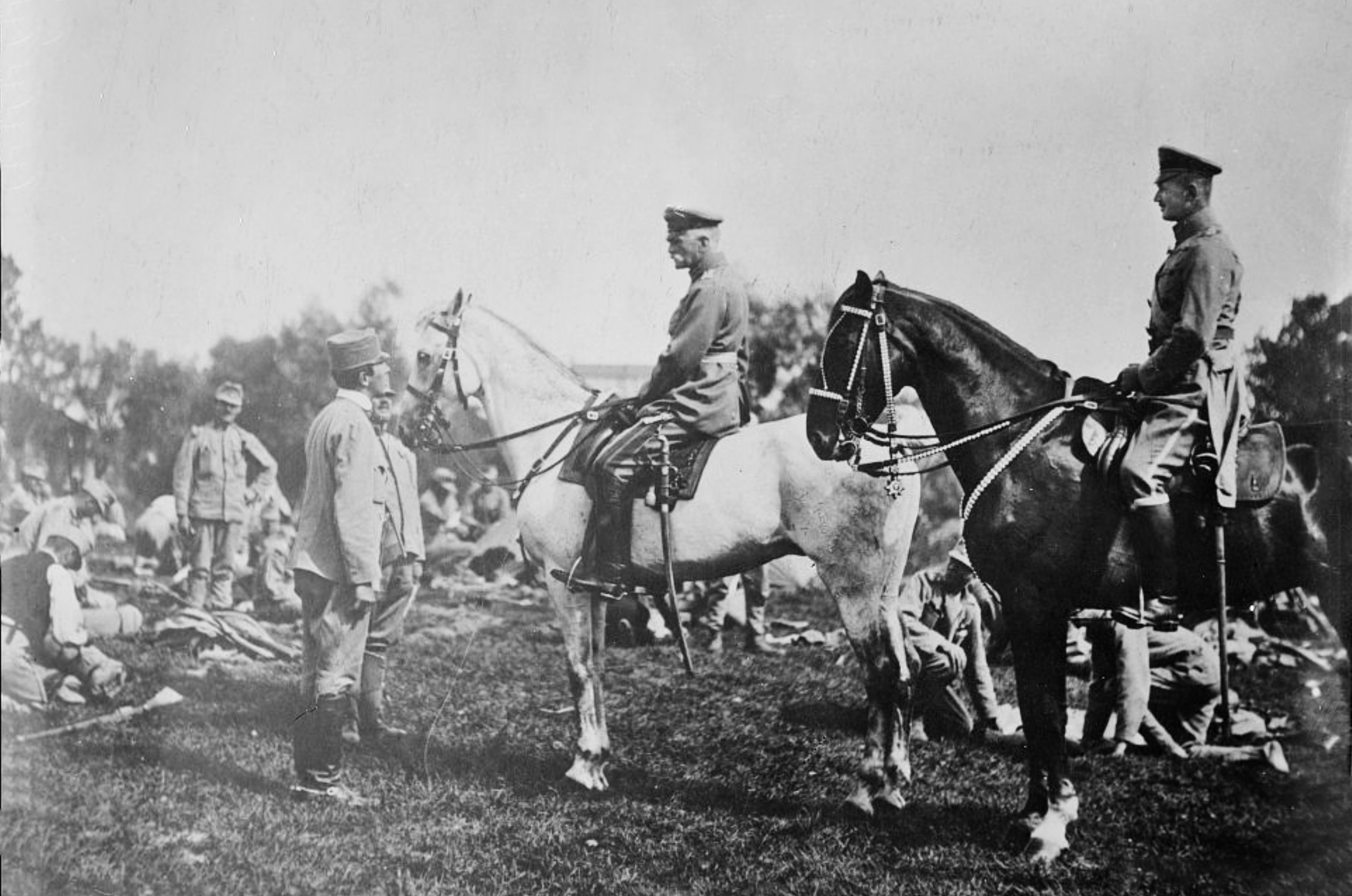
Generalfeldmarschall August von Mackensen visitando uma unidade austro-húngara durante a campanha da Sérvia.

Em 6 de setembro de 1915, a Alemanha e a Bulgária firmaram uma aliança militar secreta. As autoridades alemãs prometeram à Bulgária toda a Macedônia Sérvia, partes do nordeste da Sérvia, bem como um novo empréstimo de 200.000.000 de francos-ouro  em troca da participação da Bulgária numa próxima invasão da Sérvia. O acordo foi assinado na cidade alemã de Pessa.  As Potências Centrais gozavam de uma superioridade maciça em números e equipamentos, especialmente em artilharia, ao longo dos quase 1000km frente. A Sérvia e Montenegro dificilmente conseguiriam reunir metade do número de soldados das Potências Centrais. 
Em 5 de outubro de 1915, a Áustria-Hungria e a Alemanha lançaram uma invasão conjunta da Sérvia. A ofensiva marcou a quarta tentativa da Áustria-Hungria de conquistar a Sérvia, desta vez liderada pelo general alemão August von Mackensen. Naquele dia, começou um pesado bombardeio de artilharia na fronteira com a Sérvia. No dia seguinte, três corpos do exército alemão e três do exército austro-húngaro cruzaram o Sava, atacando pelo norte como parte do Grupo de Exércitos Mackensen.  Em 9 de Outubro, Belgrado, a capital da Sérvia, foi evacuada, no mesmo dia, as forças austríacas entraram no país vizinho e aliado de Montenegro.  Em 14 de outubro, com a maior parte das forças sérvias se opondo aos invasores combinados no norte, dois exércitos búlgaros invadiram o sul da Sérvia pelo leste, avançando em direção a Niš e Skoplje.  Em 21 de outubro, Skopje é ocupada por tropas búlgaras, cortando efetivamente as linhas de comunicação do Exército sérvio para o sul, bem como uma rota de retirada para a força de socorro do general francês Maurice Sarrail, que havia avançado para o norte pelo vale do Rio Vardar a partir da nova base dos Aliados em Salônica. 

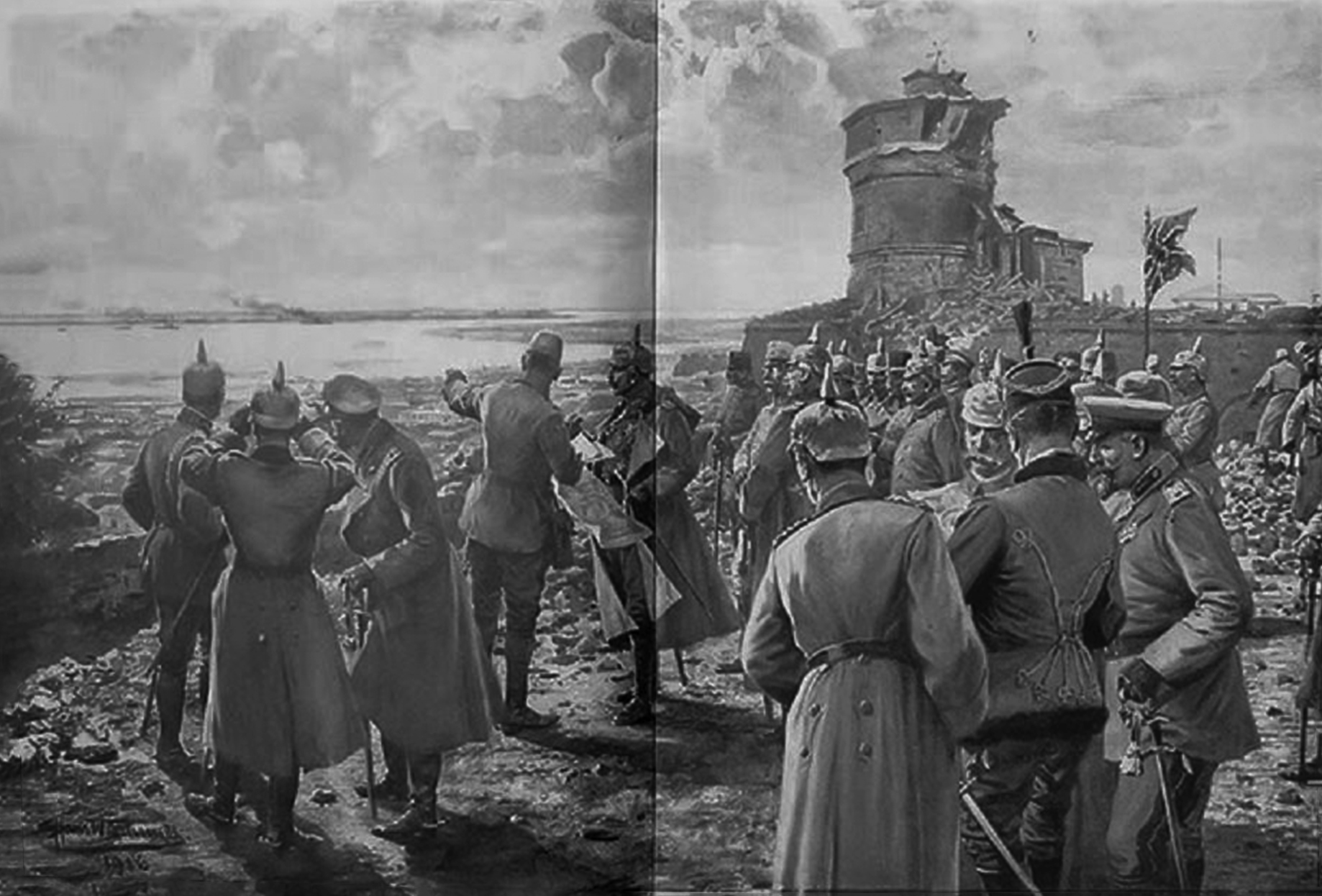
Kaiser Guilherme II com tropas alemãs ocupando a Cidadela Kalemegdan de Belgrado.

Apesar do tratado de assistência mútua com a Sérvia contra um ataque búlgaro, o rei Constantino da Grécia recusou-se a deixar o exército grego entrar na guerra para ajudar os sérvios ou a deixar os Aliados usarem as ferrovias gregas dedicadas a apoiar a sua mobilização.  Em 27 de outubro, os alemães entraram na cidade de Knjaževac, todo o governo sérvio mudou sua sede de Niš para Kraljevo;  em 2 de novembro, o governo sérvio mudou-se novamente, desta vez de Kraljevo para Mitrovica, no Kosovo. Em 5 de novembro, Niš foi tomada pelos búlgaros que se juntaram ao Décimo Primeiro Exército Alemão do General Gallwitz.  Evitando o cerco e a armadilha montada por Mackensen, o exército sérvio retirou-se para o Kosovo, e em 22 de novembro Putnik ordenou a retirada. 
Em seis semanas, a Áustria-Hungria, a Bulgária e a Alemanha conseguiram conquistar a Sérvia.  Embora os objetivos estratégicos definidos antes da ofensiva tenham sido alcançados, as Potências Centrais foram privadas de uma vitória decisiva pela retirada de inverno do Exército Real Sérvio sobre as montanhas da Albânia e Montenegro em direção à costa do Adriático. No final, cerca de 140.000 soldados sérvios e centenas de milhares de civis foram evacuados para a ilha grega de Corfu, entre eles todo o governo sérvio, bem como a família real sérvia. 
O Exército Real Sérvio se retraiu na Grécia, onde foi reorganizado e redirecionado para combater as tropas búlgaras e alemãs na frente de Salônica. No final de 1915, a Sérvia foi dividida entre a Áustria-Hungria e a Bulgária, com ambos os países a estabelecerem administrações militares nos territórios que ocuparam. 

## Administração
Logo após a retirada do Exército Real Sérvio, o país foi dividido em três zonas. A zona de ocupação austro-húngara se estendia da região oeste do Vale do Morava até a fronteira com a Macedônia e incluía Belgrado. A Bulgária ganhou toda a Macedônia Sérvia, bem como as áreas a leste do Morava e o sul da Sérvia entre Kosovo e o Rio Danúbio. Uma zona de controle alemã foi estabelecida na área a leste de Velika Morava, Južna Morava no Kosovo e no Vale de Vardar. Os alemães tomaram o controlo de todas as ferrovias, minas, florestas e recursos agrícolas na Sérvia. 

Governadoria Geral Militar da Sérvia e seus distritos.

Em 1 de janeiro de 1916, o Alto Comando Austro-Húngaro (em alemão: Armeeoberkommando; AOK) ordenou a formação da Governadoria Geral Militar da Sérvia (em alemão: Militärgeneralgouvernement in Serbien; MGG/S), com Belgrado como seu centro administrativo. A zona de ocupação austro-húngara foi dividida em treze distritos aproximadamente iguais (em alemão: Kreise), que foram então divididos em sessenta e quatro distritos (em alemão: Brezirke), com a cidade de Belgrado como seu próprio distrito.  A administração ocupacional estava subordinada ao AOK sob o general Franz Conrad von Hötzendorf, e mais tarde sob o generaloberst Arthur Arz von Straußenburg. O Governo Militar era chefiado por um Governador Geral com a patente de comandante de corpo. 
O primeiro governador-geral, Johann Graf Salis-Seewis, um croata étnico com experiência no combate a insurgentes na Macedônia, serviu como comandante da 42ª Divisão do Diabo depois de Sarkotić.  Salis-Seewis foi nomeado para o cargo no final de 1915 pelo Imperador Franz Joseph, tomando posse oficialmente em 1º de janeiro de 1916.  O historiador e especialista em Bálcãs Lajos Thallóczy foi nomeado comissário civil do Governatorato Geral Militar, bem como vice de Salis-Seewis. Thallóczy chegou a Belgrado em 17 de janeiro de 1916. 
Com os austríacos no comando do exército, a administração civil era composta principalmente por húngaros e croatas. Foram criados quatro departamentos administrativos: militar, económico, judicial e político, sendo que este último tinha as suas próprias forças de informação e polícia, sob o comando do antigo oficial da Divisão do Diabo e futuro líder dos Ustaše[b], Major Slavko Kvaternik.  Inteligência militar (em alemão: Nachrichtenabteilung) para a zona de ocupação foi confiada ao croata Lujo Šafranek-Kavić,  uma vez que o exército austro-húngaro dependia consideravelmente do conhecimento da língua por parte dos oficiais eslavos do sul e dos muçulmanos bósnios para fins de informação. 
Em dezembro de 1916, Thallóczy morreu em um acidente de trem enquanto voltava de Viena para Belgrado.  Em janeiro de 1917, Teodor Kušević, um alto funcionário da Bósnia e Herzegovina, foi nomeado para substituí-lo como comissário civil. A função ganhou maior destaque com novas áreas de responsabilidade, incluindo comércio, polícia, religião, educação, justiça e finanças. 

## Sistema de ocupação

### Estado de direito

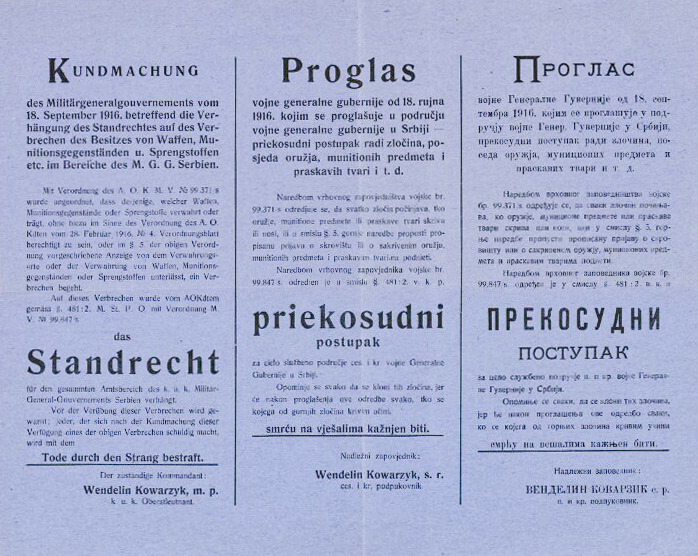
Um cartaz datado de 18 de setembro de 1916 anunciando a implementação da lei marcial na Sérvia ocupada. A pena para posse de arma é morte por enforcamento.

A primeira medida dos ocupantes foi estabelecer um novo sistema legal para garantir a ordem, impedir a resistência guerrilheira e explorar os recursos do país. O controle do MGG/S sobre a população foi realizado de acordo com as "Diretrizes para a Administração Política nas Áreas do Governadoria Geral Militar na Sérvia" (em alemão: Direktiven für die politische Verwaltung im Bereiche des Militärgeneralgouvernements in Serbien) e com os "Princípios Gerais para a Administração Militar Imperial e Real nos Territórios Ocupados da Sérvia" (em alemão: Allgemeine Grundzüge für die K.u.K Militärverwaltung in den beset-zen Gebieten Serbiens). O historiador italiano Oswald Überegger fala de um “sistema de ocupação totalizada e repressiva”. 
O MGG/S pretendia ignorar as objeções húngaras e integrar a Sérvia como parte do império, mas como uma área que permaneceria sob domínio militar direto durante décadas após o fim da guerra e onde a participação política seria proibida para impedir o surgimento de um novo estado sérvio. 

### Forças de ocupação

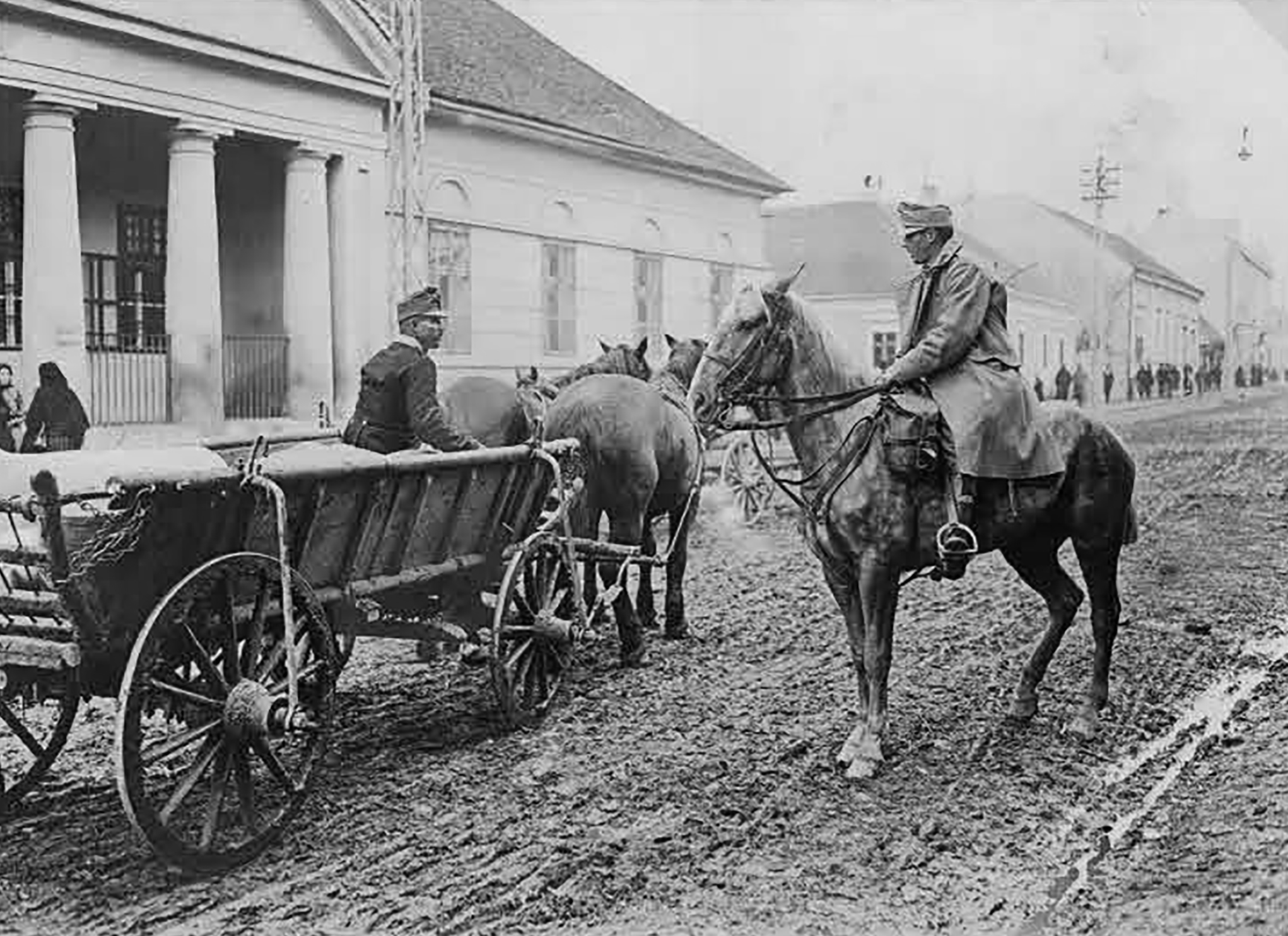
Uma companhia de patrulha austro-húngara nas ruas de Ruma.

O MGG era protegido por uma guarnição austro-húngara permanente composta, em agosto de 1916, por 35 batalhões, um regimento Landsturm, seis companhias de tropas de patrulha, 12 unidades de guardas ferroviários, quatro esquadrões e meio, cinco baterias de artilharia e duas baterias antiaéreas, totalizando cerca de 70.000 homens, dos quais 50.000 estavam reservados para operações militares.  Nas cidades e vilas dos doze distritos, foram destacados 5.000 gendarmes em grupos de 20 a 30.  Se necessário, as companhias de patrulha também serviam como reservas móveis de combate. 
Para ajudar a policiar a população civil e a localizar os partisans, a liderança austro-húngara decidiu recrutar entre grupos étnicos minoritários positivamente dispostos à Monarquia Dual.  Com o incentivo de Thallóczy, as autoridades austro-húngaras permitiram que os albaneses do Kosovo se voluntariassem para o serviço nas Forças Armadas austro-húngaras.  Albaneses proeminentes em cidades como Novi Pazar e Kosovska Mitrovica declararam seu apoio e se ofereceram para recrutar voluntários para as autoridades de ocupação. De acordo com as notas do Coronel Hugo Kerchnawe, os muçulmanos em Sandžak e os albaneses no Kosovo "comportaram-se de forma muito leal e ofereceram o seu apoio" ao império,  Kerchnawe acrescentou no seu relatório que "os nossos interesses eram paralelos aos interesses dos muçulmanos". 
Uma comissão especial para organizar o recrutamento foi criada por Thallóczy, auxiliado por ex-oficiais otomanos e líderes da milícia bósnia. Mais de 8.000 voluntários foram recrutados desta forma,   apesar do facto de a campanha de recrutamento ter sido uma violação dos tratados da Convenção de Haia que a Áustria-Hungria tinha assinado,  que proibiam a utilização de populações ocupadas para os esforços de guerra de um país.  Em março de 1917, foi formado um batalhão nacional, apoiado por gendarmes bósnios e liderado por antigos oficiais otomanos. 
Na fase final da Campanha Sérvia, os militares austro-húngaros contaram com paramilitares constituídos por membros de clãs albaneses do Kosovo e do norte da Albânia como tropas irregulares,  organizadas no início dos territórios ocupados. Unidades de perseguição albanesas foram criadas para ajudar as patrulhas austro-húngaras a localizar os guerrilheiros sérvios.  Estas bandas de contra-insurgência baseavam-se nas suas contrapartes bósnias, os Streifkorps, grupos paramilitares constituídos por voluntários muçulmanos com experiência no combate às guerrilhas sérvias e uma reputação de tácticas pesadas.  [c] Unidades de perseguição distritais foram estabelecidas em cada distrito da zona ocupada pela Áustria-Hungria, cada uma composta por 40 homens liderados por um oficial.  As autoridades de ocupação búlgaras também utilizaram gendarmes albaneses e tropas irregulares dentro das suas zonas de ocupação. 

## Conflitos entre as Potências Centrais

### Anexação

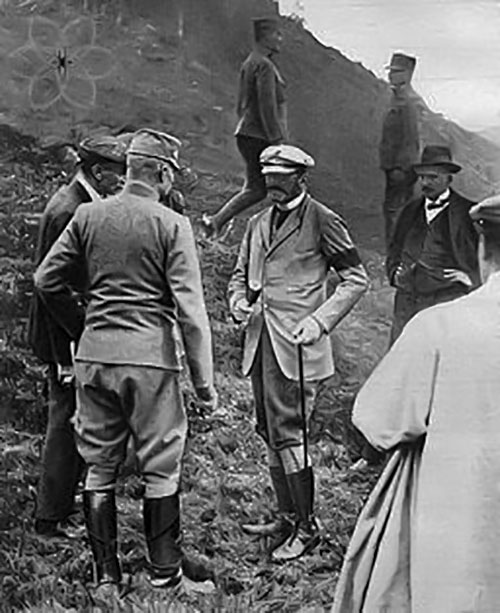
O primeiro-ministro da Hungria, conde István Tisza, ficou alarmado ao descobrir que o exército austro-húngaro estava perseguindo sua própria agenda política na Sérvia ocupad.

A separação de poderes na Sérvia rapidamente levou a confrontos entre autoridades civis e militares, bem como entre autoridades de ocupação austríacas e húngaras. O chefe do Estado-Maior General das Forças Armadas, general Franz Conrad von Hötzendorf, viu a administração militar da Sérvia como preliminar à sua anexação, juntamente com Montenegro e Albânia, a uma futura união eslava do sul sob liderança croata.  Conrad temia que, ao não anexar a Sérvia, a monarquia perderia seu status de Grande Potência. O Ministro Adjunto dos Negócios Estrangeiros da Áustria-Hungria, Stephan Burián von Rajecz, apoiou a anexação da Sérvia, mas apenas se esta fosse atribuída à Hungria. 
Para o primeiro-ministro húngaro István Tisza, a Sérvia era uma área de interesse húngaro, mas em nenhuma circunstância Tisza queria uma anexação e, portanto, uma expansão do elemento eslavo na monarquia do Danúbio.  No início de 1916. Lajos Széchényi, que representava os componentes croata e húngaro como enviado ao Ministério das Relações Exteriores, acusou o governador Salis-Seewies de favorecer os sérvios, já que um croata, então enviado do Ministério das Relações Exteriores da Hungria na Sérvia, Lajos Széchényi, argumentou que as políticas de Salis-Seewis levariam à anexação da Sérvia à Monarquia Dual, à qual Thallóczy, seguindo as diretrizes do primeiro-ministro húngaro István Tisza, se opôs fortemente. 
Em meados de fevereiro de 1916, Thallóczy queixou-se a Tisza sobre o número de eslavos em posições de autoridade, escrevendo: "o governador é croata, o chefe do estado-maior é checo, o vice-governador é da antiga Fronteira Militar e o novo oficial do Estado-Maior, Slavko Kvaternik, é genro do independentista croata Josip Frank." 
Tisza se recusou a considerar a anexação da Sérvia, pois isso levaria a um aumento substancial na população eslava da Áustria-Hungria e reduziria significativamente a proporção de húngaros dentro da Monarquia Dual. Em vez disso, ele exigiu que o norte da Sérvia fosse colonizado por agricultores húngaros e alemães.  Depois de percorrer os três distritos do noroeste da Sérvia juntamente com Salis-Seewis e o general visitante Conrad, Tisza passou a considerar os esforços militares austro-húngaros no território ocupado como um prelúdio à anexação. 
Tisza apresentou uma queixa a Burián pedindo uma reorganização completa do Governo Militar, a remoção de Salis-Seewis, cuja administração ele descreveu como "serbofila e economicamente incompetente",  e solicitando a condenação daqueles que exigiam que a Sérvia fosse anexada. Burián levou a queixa diretamente ao Imperador Francisco José. Em 6 de julho de 1916, o imperador decretou que Salis-Seewis e seu chefe de gabinete, o coronel Gelinek, seriam substituídos por seu antigo comandante de corpo, o general Adolf Freiherr von Rhemen e o coronel Hugo Kerchnawe, a partir de 26 de julho de 1916. Rhemen permaneceu neste cargo até o fim da guerra. 

### Confronto austro-búlgaro
As tensões entre a Bulgária e a Monarquia Dual começaram depois que a Bulgária estendeu sua zona além do acordo assinado em 6 de setembro de 1915; alcançando o oeste de Kosovo e Montenegro, no lado austro-húngaro da fronteira do tratado, indo até Elbasan, na Albânia; uma região que a Áustria-Hungria considerava um estado amigo ocupado e de "extraordinária importância" para a Monarquia Dual. O próprio Kaiser Guilherme disse repetidamente ao rei búlgaro Fernando que a Alemanha apoiava "a independência da Albânia sob a protecção austríaca".  Burián também lembrou a Ferdinand que a “oeste da fronteira do tratado começava a esfera de interesse austro-húngara”. 
De acordo com os termos da aliança secreta entre a Bulgária e a Alemanha, a maior parte do Kosovo, incluindo as áreas de Priština, Prizren, Gnjilane, Uroševac e Orahovac, ficariam sob o domínio búlgaro como parte da Região Militar da Macedônia.  Metohija, a área sudoeste do Kosovo, seria incorporada como parte da zona austro-húngara de Montenegro, com o resto do Kosovo, incluindo Kosovska Mitrovica, Vučitrn e Đakovica, estabelecido como parte do Governo Militar Austro-Húngaro da Sérvia. 
As tensões começaram sobre as respectivas zonas de influência e controle militar em Djakova e Prizren. Os búlgaros sustentavam que tinham o direito de instalar uma administração civil em qualquer território que conquistassem, inclusive fora das fronteiras do tratado. Conrado, suspeitando que a Bulgária tinha ambições de anexar toda a região, enviou tropas para expulsar os administradores civis búlgaros. A chegada de tropas austro-húngaras em áreas já guarnecidas por forças búlgaras resultou em um confronto militar. Em 27 de fevereiro de 1916, o comandante militar búlgaro Racho Petrov emitiu um ultimato aos austríacos para evacuar imediatamente Kačanik (Kaçanik, sul do Kosovo), na fronteira com a Macedônia, resultando em um impasse militar.  O general Conrad interrompeu imediatamente todas as entregas de suprimentos de guerra e avisou o Alto Comando Búlgaro que, a menos que os comandantes búlgaros locais se abstivessem de interferir na administração austro-húngara, um conflito com suas tropas seria inevitável. 
Em 15 de março, os austro-húngaros emitiram uma ordem para garantir os distritos de Prijepolje, Novi Pazar e Kosovska Mitrovica ao seu governo, três distritos adquiridos pela Sérvia durante a Primeira Guerra dos Balcãs.  As ações búlgaras no terreno persistiram, levando a uma segunda crise, com Conrad a exigir assistência diplomática contra as violações búlgaras.  O chefe do Estado-Maior alemão, General Erich von Falkenhayn, ordenou que Mackensen mediasse entre as duas partes, consequentemente Mackensen visitou Sófia para se encontrar com Ferdinando e o Primeiro Ministro Vasil Radoslavov. O compromisso alemão proposto foi aceite e, em 1 de abril de 1916, foi assinado um acordo sobre uma linha de demarcação entre os altos comandos austro-húngaro e búlgaro. 
Os búlgaros recuaram para o leste, mantendo o distrito que continha Prizren e Priština, mas deixando a Albânia e o oeste de Kosovo para os austro-húngaros. Os otomanos, cautelosos com os desígnios búlgaros sobre a Albânia, apoiaram os objectivos austro-húngaros de impedir o alcance da Bulgária em Elbassan e manter a Albânia autónoma sob a influência austríaca.  O acordo deu à Bulgária direitos administrativos sobre áreas da Sérvia que não estavam no acordo original. Em troca, além das ferrovias e minas já cedidas aos alemães, a Bulgária concordou em dar-lhes acesso aos vales a leste do Velika Morava, do Južna Morava no Kosovo, bem como ao Vale do Vardar; transformando efetivamente a Macedônia e o Kosovo em zonas dedicadas à exploração econômica alemã.  

## Vida sob a ocupação

### Desnacionalização e despolitização

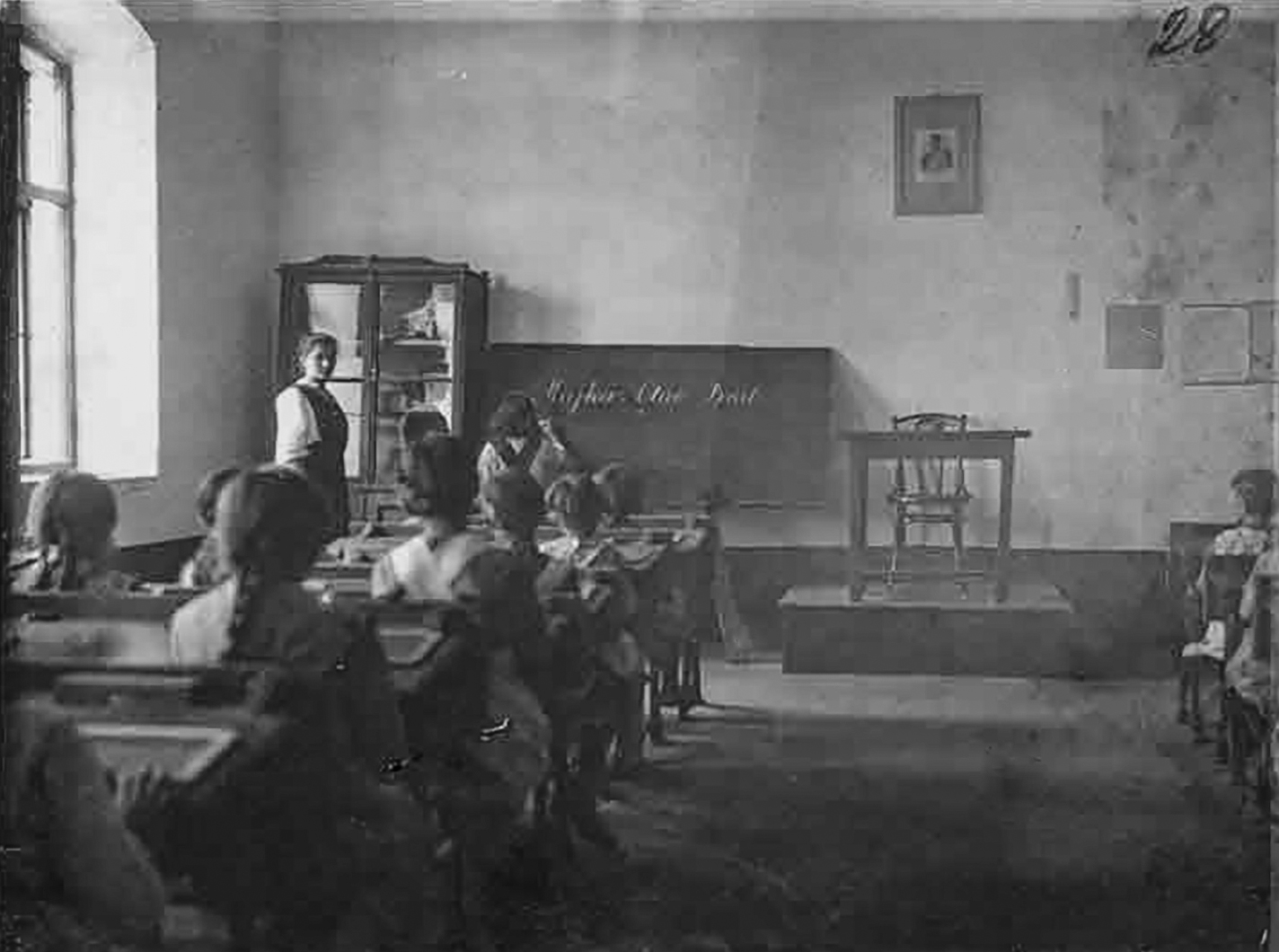
Estudantes sérvios em Loznica aprendendo caracteres latinos depois que a escrita cirílica foi proibida pelas autoridades austro-húngaras. Um retrato do Imperador Francisco José pode ser visto na parede.

As autoridades ocupacionais consideraram a consciência nacional sérvia uma ameaça existencial à Áustria-Hungria. Assim, as políticas do Governo Militar visavam despolitizar e desnacionalizar a população sérvia.  Reuniões públicas e partidos políticos foram proibidos, a escrita cirílica foi considerada "perigosa para o estado" (em alemão: staatsgefährlich) e banidas de escolas e espaços públicos, ruas com nomes de pessoas consideradas importantes para a identidade nacional sérvia foram renomeadas, o uso de roupas tradicionais sérvias foi proibido e o calendário gregoriano substituiu o juliano. Além disso, todos os estudantes sérvios tinham de ser educados na língua alemã, de acordo com os padrões académicos austríacos e através de professores importados da Áustria.  Alan Sked escreveu que a perspectiva do Exército Austro-Húngaro "era retrógrada, determinada a manter as guerras típicas do século XIX, dando à Sérvia o tipo de regime desnacionalizado, apolítico, burocrático-absolutista que gostaria de ver na própria Áustria-Hungria. Apesar das atrocidades e crimes de guerra, não havia intenção de aniquilar ou exterminar um inimigo racial. O exército, de fato, operou uma política de ocupação bastante branda com o objetivo de desnacionalizar o país."  Ele reconhece que Alan Kramer contesta isso, no entanto.
Instituições culturais importantes, como a Real Academia Sérvia, o Museu Nacional e a Biblioteca Nacional, foram fechadas e tiveram seus artefatos históricos e coleções de arte saqueados. A Universidade de Belgrado, assim como várias editoras e livrarias, foram fechadas. Livros escolares e livros em francês, inglês, russo e italiano foram proibidos. A expressão política foi severamente limitada com a proibição da publicação de jornais, exceto o jornal oficial de propaganda do MGG/S, Belgrader Nachrichten (publicado em sérvio como Beogradske novine ), que apresentava cartas e fotografias que pretendiam mostrar como estavam vivendo aqueles que ficaram na Sérvia ocupada. Essa propaganda tinha como objetivo convencer os soldados sérvios que se deparassem com os Belgrader Nachrichten a desertar.  [d]

### Repressão

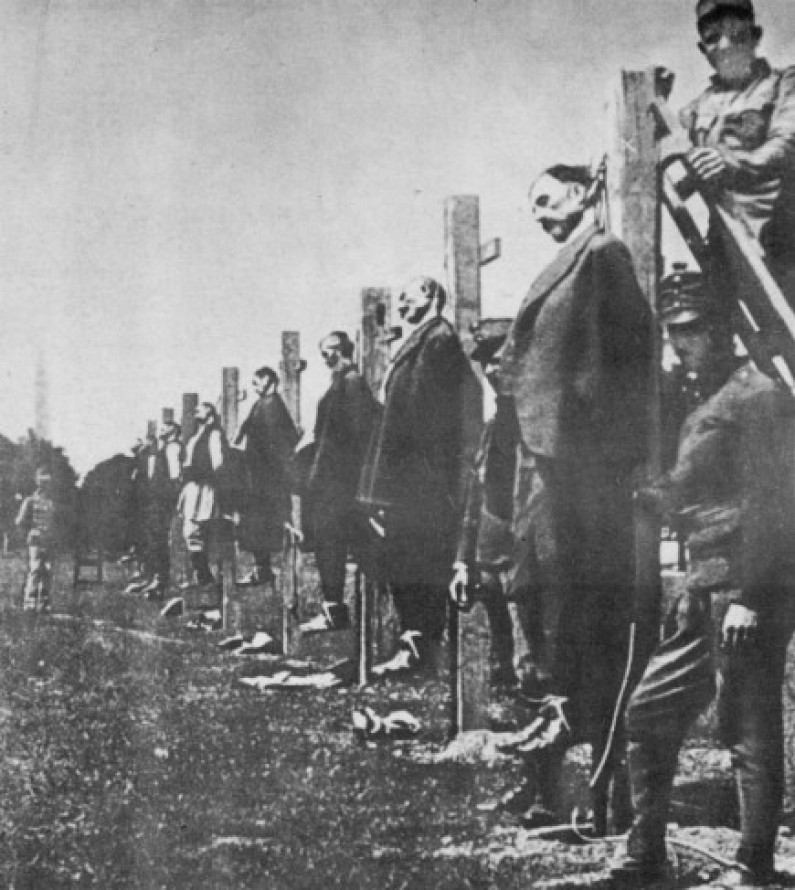
Execução pública de supostos guerrilheiros sérvios por tropas austro-húngaras, c. 1916

Em 1916, tanto a Áustria-Hungria como a Bulgária anunciaram que a Sérvia tinha deixado de existir como entidade política e que os seus habitantes não podiam, portanto, invocar as regras internacionais de guerra que ditavam o tratamento dos civis, tal como definido pelas Convenções de Genebra e pelas Convenções de Haia. 
As autoridades ocupacionais realizaram inúmeras execuções sumárias com pouco ou nenhum processo legal. Quando consideradas culpadas por um tribunal militar, as vítimas geralmente eram baleadas ou enforcadas. Lei marcial, como Kriegsnotwehrrecht (a lei marcial de autodefesa), foi empregada para reprimir a dissidência e medidas preventivas severas foram tomadas contra civis.  Alan Sked escreve: "As campanhas iniciais contra a Sérvia pelo exército de Oskar Potiorek foram acompanhadas por massacres de civis e pela tomada de reféns, em parte em retaliação pelos assassinatos de tropas austríacas por guerrilheiros sérvios." 
As autoridades ocupacionais estavam tomadas pelo medo de levée en masse e de civis pegarem em armas. O Exército Austro-Húngaro consequentemente empregou a captura de reféns da população em geral e a queima de aldeias em ataques punitivos como meios de reprimir a resistência. Estas medidas, bem como as execuções sumárias, eram todas permitidas pela secção 61 do Dienstreglement [e] (regulamentos do exército k.uk.).  O desarmamento da população foi feito responsabilizando os anciãos das aldeias pela entrega de uma determinada quota de armas que se julgava estarem na posse antes do início da guerra.  A sentença para posse de arma era morte por enforcamento. Essa também foi a política em outros países, como a Irlanda, durante a Guerra Civil Irlandesa (1922-1923), como a infame execução de Robert Erskine Childers. Os tribunais militares também julgaram civis por crimes recentemente definidos, incluindo o crime de lesa-majestade. 
Civis suspeitos de participar de atividades de resistência foram submetidos às medidas mais severas, incluindo enforcamento e fuzilamento. A casa da família do infrator também seria destruída.  As vítimas geralmente eram enforcadas nas praças principais das vilas e cidades, à vista de toda a população. Os corpos sem vida eram deixados pendurados pela corda durante vários dias, de modo a mostrar claramente o tratamento reservado aos “espiões” e “traidores”. 

### Deportação e trabalho forçado
O MGG/S, bem como o Alto Comando em Viena, consideraram o envio de prisioneiros civis para campos de internamento como uma medida preventiva para desencorajar as actividades insurgentes.  Durante a ocupação, entre 150.000 e 200.000 homens, mulheres e crianças foram deportados para vários campos na Áustria-Hungria,  estima-se que representassem pouco mais de 10 por cento da população sérvia. 
Como a Sérvia não tinha a sua própria Cruz Vermelha, os prisioneiros sérvios não tinham acesso à ajuda que a Cruz Vermelha fornecia a outros prisioneiros aliados.  Além disso, os prisioneiros sérvios não eram considerados "estrangeiros inimigos", mas sim "inimigos internos" pelo Ministério da Guerra da Áustria-Hungria. Ao defini-los como “terroristas” ou “insurgentes”, as autoridades austro-húngaras não eram obrigadas a revelar às sociedades da Cruz Vermelha o número de prisioneiros que mantinham e os campos onde estavam detidos. 

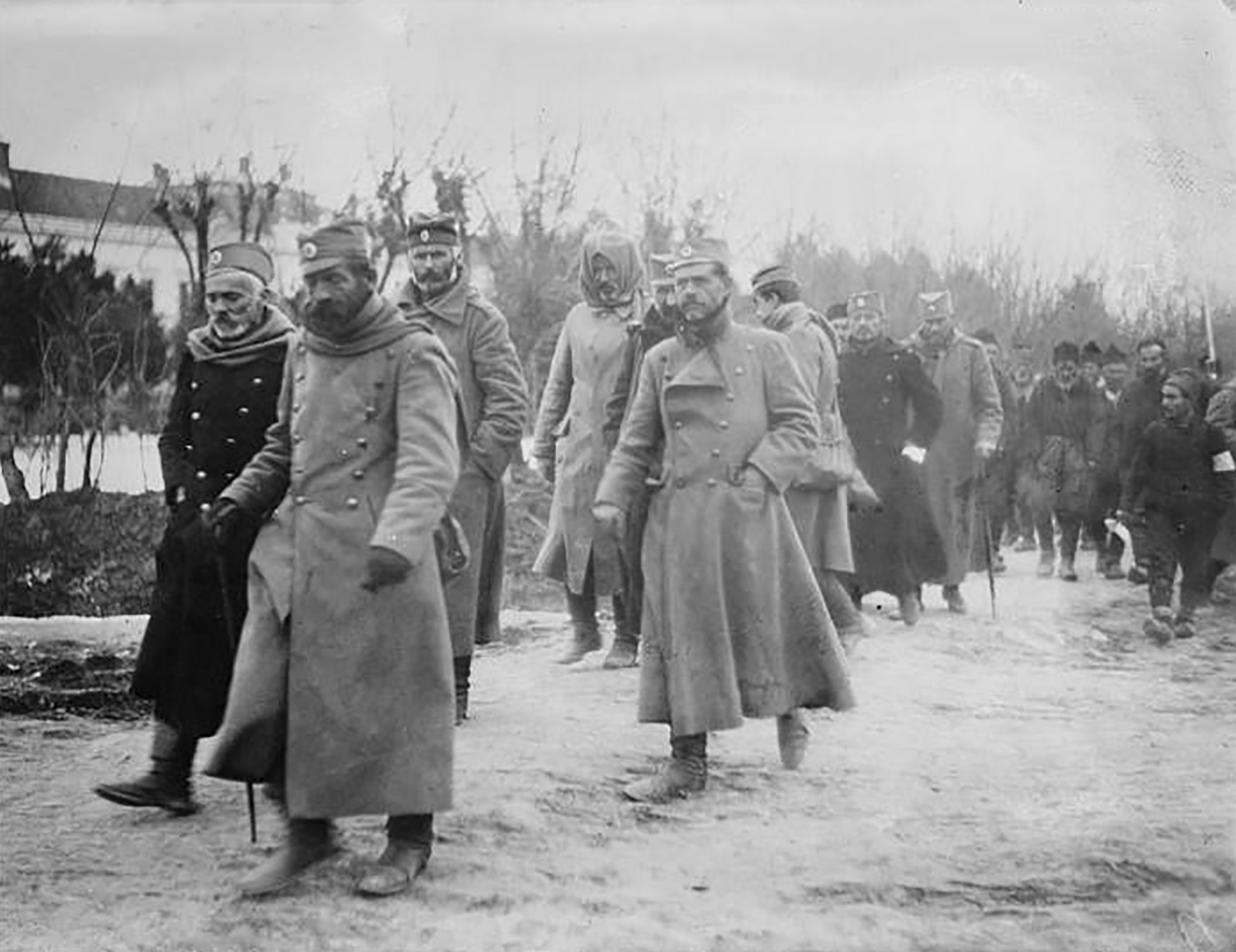
Prisioneiros de guerra sérvios em cativeiro austro-húngaro

Quatro ondas significativas de deportações ocorreram na Sérvia ocupada. A primeira ocorreu logo no início da ocupação, quando Salis-Seewis reuniu 70.000 "dissidentes", a maioria homens saudáveis, ex-soldados, indivíduos politicamente ativos, bem como membros da elite política e cultural que permaneceram no país após a retirada para Corfu. Professores universitários, mestres e padres, especialmente aqueles que tinham participado em associações políticas, culturais ou mesmo desportivas, foram presos e enviados para campos de internamento. 
A segunda e maior deportação ocorreu depois que a Romênia entrou na guerra ao lado dos Aliados em 27 de agosto de 1916. De meados de agosto até o final de outubro de 1916, foi emitida uma ordem para prender todos os homens entre 17 e 50 anos. Esses homens eram alvos porque estavam em idade de lutar. Mais de 16.500 homens foram enviados para campos de internamento durante esta ronda de deportações.  Durante a revolta de Toplica, na primavera de 1916, quando a resistência armada parecia estar se espalhando, mais deportações ocorreram. A quarta e última ronda de deportações ocorreu após o avanço dos Aliados na frente de Salónica, no final de 1918.  Na Boémia, o campo de Braunau (hoje Broumov, República Checa) continha cerca de 35.000 prisioneiros, quase exclusivamente sérvios, civis, prisioneiros militares, homens, mulheres e crianças.  De acordo com um relatório de imprensa de 1918, uma epidemia de disenteria quase exterminou todas as crianças do campo.  Após a guerra, uma vala comum foi encontrada atrás do campo contendo os restos mortais de 2.674 pessoas (esses restos mortais foram posteriormente movidos para a cripta do campo de Heinrichsgrün).  O campo de Heinrichsgrün (atual Jindřichovice, República Tcheca) abrigava principalmente sérvios, tanto soldados quanto civis, dos distritos de Šumadija e Kolubara, no oeste da Sérvia. Uma média de 40 pessoas morriam ali todos os dias. 

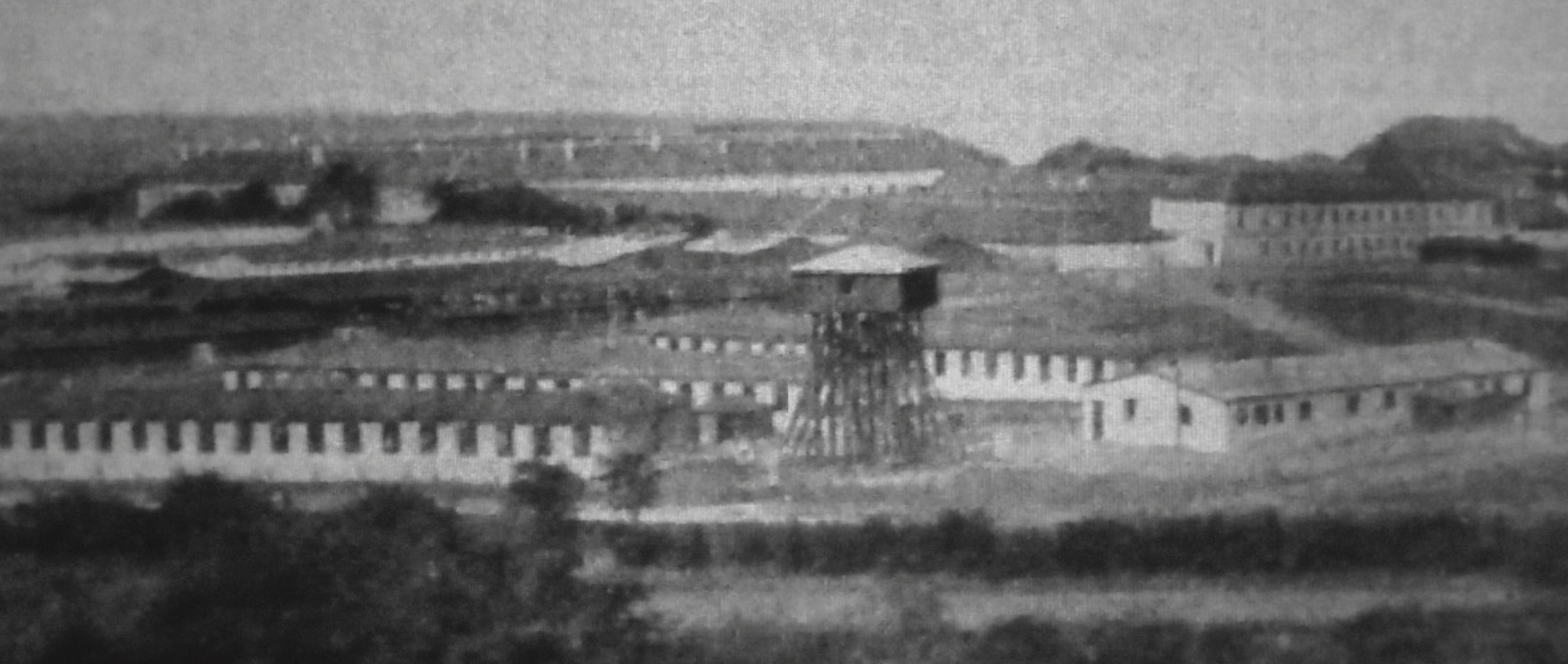
O campo de concentração de Nezsider (na atual Neusiedl am See, Áustria), onde cerca de 17.000 internados, principalmente da Sérvia e Montenegro, foram mantidos

Na Hungria, os maiores campos de internamento estavam no distrito de Nezsider; Nezsider (atual Neusiedl am See, Áustria) era um campo de concentração usado principalmente para deter civis da Sérvia e Montenegro, e o principal campo para sérvios suspeitos de serem "terroristas" ou "agitadores".  O número de detidos em Maio de 1917 era de 9.934, incluindo crianças com apenas nove anos.  Ao longo da guerra, o campo de Nezsider acolheu 17.000 internados, tendo-se conhecimento de que cerca de 4.800 pessoas morreram no campo. 
Além dos deportados para a Hungria, cerca de 30.000 civis sérvios foram enviados para campos austríacos ou utilizados como trabalho forçado.  Na Baixa Áustria, os campos de Drosendorf e Mittendorf abrigavam soldados e civis sérvios.  Milhares de sérvios morreram durante uma epidemia de tifo no campo de Mauthausen, na Alta Áustria, quando cerca de 14.000 estavam detidos; um relatório oficial do exército austro-húngaro mencionou 5.600 prisioneiros de guerra enterrados no cemitério do campo nos primeiros meses da guerra. 
Segundo dados oficiais, entre 27 de dezembro de 1915 e 5 de julho de 1917, 45.791 civis e prisioneiros de guerra da Sérvia e Montenegro foram mantidos em cativeiro no campo de Doboj, na Bósnia. Estima-se que cerca de 12.000 pessoas tenham morrido ali.  Outros campos mantinham tanto civis como prisioneiros de guerra, incluindo Boldogasszony, Nagymegyer (atual Veľký Meder, Eslováquia), Arad (atual Romênia), Cegléd, Kecskemét e Győr. 
Em maio de 1917, 39.359 pessoas da Sérvia, incluindo mulheres e crianças, foram internadas fora do país. Essas deportações em larga escala causaram preocupação em toda a Europa, tornando-se rapidamente um escândalo internacional. As autoridades espanholas queixaram-se então, em Abril de 1917, da intervenção da Santa Sé através da Nunciatura Apostólica na Áustria contra o internamento de mulheres e crianças sérvias entre os 10 e os 15 anos  No final do ano, o Ministério da Guerra da Áustria-Hungria admitiu que 526 crianças sérvias estavam de facto detidas em Nezsider, mas que tal era necessário por razões de segurança militar. 
De acordo com um relatório da Cruz Vermelha datado de 1º de fevereiro de 1918, no final de 1917, havia 206.500 prisioneiros de guerra e internados da Sérvia em campos austro-húngaros e alemães. Segundo o historiador Alan Kramer, os sérvios em cativeiro austro-húngaro receberam o pior tratamento de todos os prisioneiros, e pelo menos 30.000 a 40.000 morreram de fome em janeiro de 1918. 

### Exploração econômica e fome

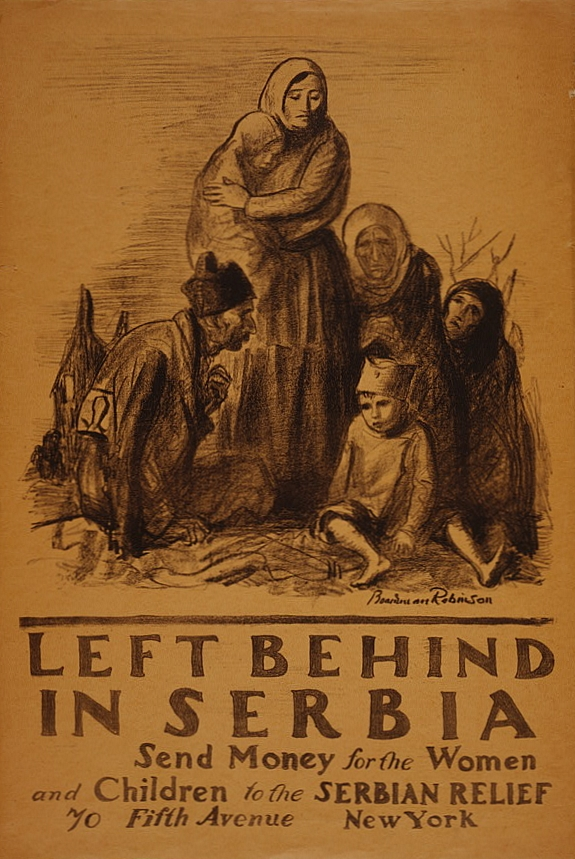
Um cartaz de campanha do Fundo de Ajuda à Sérvia distribuído em Nova York, c. 1918

A exploração econômica da Sérvia durante a ocupação foi caracterizada por várias medidas, incluindo confiscos, requisições e a utilização de recursos econômicos e mão de obra. Grandes requisições de materiais como lã, cobre, latão, níquel, zinco, bem como alimentos e couro foram conduzidas por unidades especiais, conhecidas como Suchdetaschement. Os materiais apreendidos foram enviados para Materialsammelstelle, um órgão administrativo em Belgrado e depois transportado para a Áustria-Hungria. 
As tensões entre as autoridades austríacas e alemãs aumentaram depois de Burián se ter queixado de que os militares alemães estavam a empregar um sistema implacável de requisição, resultando em fome e na pauperização da população.  Atrás das linhas de frente, os alemães " Etappenzone" era uma área que Berlim havia garantido como uma zona dedicada à produção agrícola para alimentar suas tropas na frente de Salônica.  Como a exploração alemã de recursos na Sérvia ocupada foi administrada pela Sociedade Oriental Alemã (em alemão: Deutsch-orientalische Gesellschaft), a exploração de minas não conseguiu satisfazer a necessidade de matérias-primas vitais da Monarquia Dual porque a Alemanha retirou dois terços de toda a produção da Sérvia como reparação pela sua ajuda militar. 

Relatórios austro-húngaros sobre o estado da Sérvia em 1915 relataram que a fome ameaçava a zona de ocupação e uma população em estado desesperador após quase quatro anos de guerra constante. O retorno dos refugiados agravou a escassez de alimentos. Relatórios do final de 1915 falavam da necessidade de receber ajuda urgente para evitar desastres. A fome surgiu depois que os soldados destruíram ou capturaram grande parte dos alimentos e do gado da Sérvia. As colheitas e os bens produzidos tiveram de ser entregues às autoridades enquanto os alimentos eram racionados.  No final de 1915, relatórios da Sérvia enfatizaram a necessidade urgente de ajuda da Áustria-Hungria para evitar um desastre iminente. O primeiro-ministro austríaco, Karl von Stürgkh, estava inclinado a responder positivamente a esses apelos, mas Tisza e Conrad se opuseram firmemente a isso. 
Neste mesmo ano (1917) houve uma seca que nunca poderá ser esquecida. Uma geada e depois uma seca destruíram tudo. Mesmo que não houvesse guerra, a fome nos teria invadido. As pessoas comiam ervas silvestres e serragem feita de madeira de faia.... Foi então pela primeira vez que falamos de morte.

 – Milovan Đilas, Terra sem Justiça
No início de 1916, Conrad ordenou que os recursos da Sérvia fossem “espremidos até secar”, independentemente das consequências para a população.  À medida que as notícias da fome na Sérvia se espalhavam pelo mundo, foram organizadas campanhas pedindo ajuda à Sérvia Agonizante.  Organizações humanitárias americanas, suíças e suecas ofereceram assistência. Segundo relatórios da Cruz Vermelha, a fome matou mais de 8.000 sérvios durante o primeiro inverno sob ocupação austro-húngara. Em meados de Maio de 1917, os números do Alto Comando dos Habsburgos relataram que 170.000 cabeças de gado, 190.000 ovelhas e 50.000 porcos tinham sido exportados para a Áustria-Hungria.  Alan Sked escreve, referindo-se ao livro de Jonathan E. Gumz de 2009, The Resurrection and Collapse of Empire in Habsburg Serbia, 1914-1918, "As quotas de racionamento para os civis eram mais elevadas do que na própria Áustria faminta, e a Sérvia, aos olhos dos militares, tornar-se-ia o celeiro do exército e dos seus amigos, não da retaguarda interna". 

### Resistência

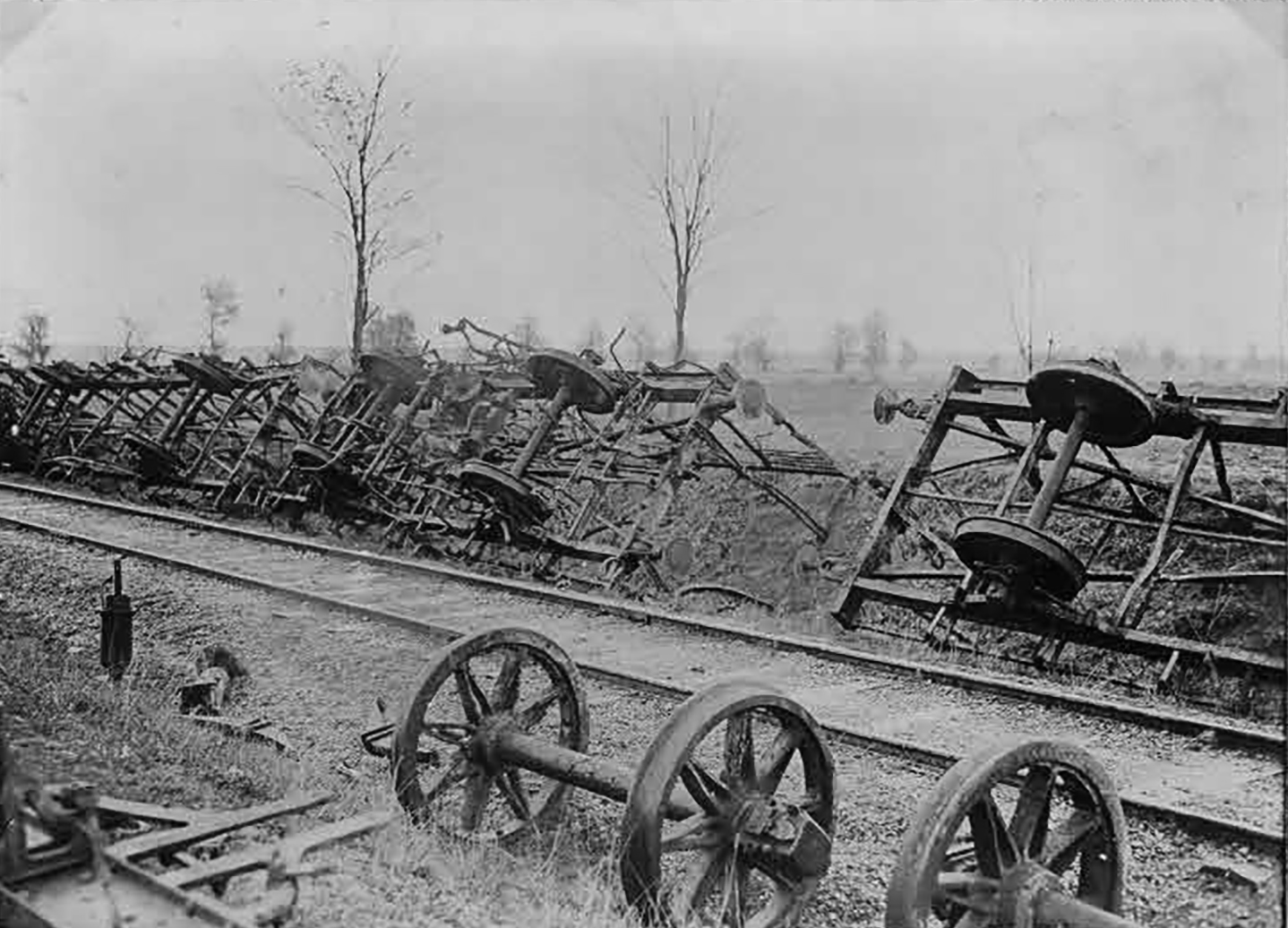
Os restos queimados de um trem em Šabac

Imediatamente após a retirada do Exército Real Sérvio e o início da ocupação Austro-Húngara, indivíduos armados e pequenos grupos de insurgentes, chamados Chetniks, compostos por antigos soldados que permaneceram no país, começaram a travar uma campanha de guerrilha contra os ocupantes.  Os chetniks tinham uma longa tradição como guerrilheiros após séculos de domínio otomano. As suas acções eram frequentemente consideradas heróicas pela população e retratadas na poesia popular épica, o que lhes dava um forte apoio local. 
O primeiro grupo guerrilheiro organizado foi formado nos distritos de Novi Pazar e Kosovska Mitrovica no início de 1916, e foi liderado pelo ex-capitão do exército Kosta Vojinović. Em março de 1916, o General Conrad ordenou que toda resistência fosse reprimida com severidade implacável. Os  Komitadjis, como o exército austro-húngaro chamava os insurgentes, foram considerados fora do direito internacional pelo MGG e deveriam ser "completamente eliminados".  [f] Jovan Avakumović, ex-primeiro-ministro da Sérvia, sugeriu a Salis-Seewis que ele deveria emitir uma proclamação conjunta para a restauração da paz e da ordem. A proposta de Avakumović foi rejeitada e Salis-Seewis ordenou sua prisão e internamento. 
O Governo Militar respondeu à multiplicação de grupos guerrilheiros empregando pequenas unidades de contra-guerrilha otomanas e albanesas baseadas nos Streifkorps da Bósnia, em vez de tropas de patrulha regulares.  No final de setembro de 1916, o Alto Comando Sérvio enviou o experiente líder guerrilheiro Chetnik, Kosta Pećanac, do Quartel-General Aliado em Salônica. Ele foi lançado de paraquedas por via aérea para organizar a resistência na Sérvia junto com Vojinović. 

No início de fevereiro de 1917, uma rebelião liderada por Vojinović eclodiu nas proximidades de Kuršumlija e Prokuplje. Os insurgentes, apoiados por voluntários e chetniks de Montenegro, libertaram Kuršumlija, Prokuplje, Pusta Reka, Lebane e Ribarska. A revolta foi planeada para coincidir com uma ofensiva dos Aliados.  Mais tarde naquele mês, uma revolta em grande escala eclodiu no distrito de Toplica, na Sérvia ocupada pela Bulgária. Uma força de 4.000 homens e mulheres armados conseguiu libertar uma área significativa no Vale do Morava antes que a revolta fosse reprimida.  Durante o verão de 1917, o Exército Austro-Húngaro foi forçado a trazer tropas da Frente Isonzo para reforçar o Exército Búlgaro e os grupos paramilitares búlgaros.  Sem o apoio esperado dos Aliados, a revolta fracassou. No final de 1917, Vojinović foi morto; Pećanac conseguiu escapar e se escondeu. De acordo com relatórios contemporâneos do Exército Austro-Húngaro, 20.000 sérvios foram mortos durante a rebelião, enquanto 2.600 conseguiram escapar para as florestas.  Apesar da dura repressão, os grupos guerrilheiros conseguiram sobreviver e foram capazes de apoiar as operações ofensivas dos Aliados no verão de 1918.  Após a guerra, o Chefe do Estado-Maior Paul Kirch descreveu a retirada do 11º Exército Alemão:
Grupos guerrilheiros sérvios surgiram por todo o país e atacaram as nossas unidades quando estas descansavam ou comiam. Também atacaram a nossa retaguarda e os nossos comboios de abastecimento em marcha e sabotaram os caminhos-de-ferro. Enviámos unidades especiais Jäger contra eles, mas teria sido mais fácil encontrar uma agulha num palheiro do que encontrar esses grupos de guerrilha no terreno montanhoso com que estão familiarizados..

## Libertação da Sérvia
Em setembro de 1918, após a Ofensiva de Vardar e o sucesso das forças aliadas na Batalha de Dobro Pole, a Bulgária capitulou e assinou o Armistício de Salônica. Em 3 de outubro, uma província militar alemã foi criada em Niš para substituir a administração búlgara que estava saindo, enquanto novas tropas austro-húngaras e alemãs foram redistribuídas para tentar bloquear o avanço para o norte das tropas sérvias e francesas. 
A guerra de guerrilha eclodiu espontaneamente em todas as regiões ocupadas em apoio à ofensiva dos Aliados.  Na terceira semana de outubro, o general Hermann von Kövess, comandante de todas as forças austro-húngaras e alemãs nos Balcãs, ordenou uma retirada estratégica para trás dos rios Danúbio, Sava e Drina, ordenando também que "cerca de dois por cento da população masculina fosse tomada como refém e mantida com as tropas em marcha". 
Em 29 de outubro, o governador-geral von Rhemen e sua equipe deixaram a Sérvia ocupada. No dia seguinte, Belgrado foi libertada pelo Exército Real Sérvio. Em 1 de Novembro, toda a Sérvia pré-guerra tinha sido libertada, pondo fim à ocupação de três anos das Potências Centrais. 

## Comandantes e governadores militares

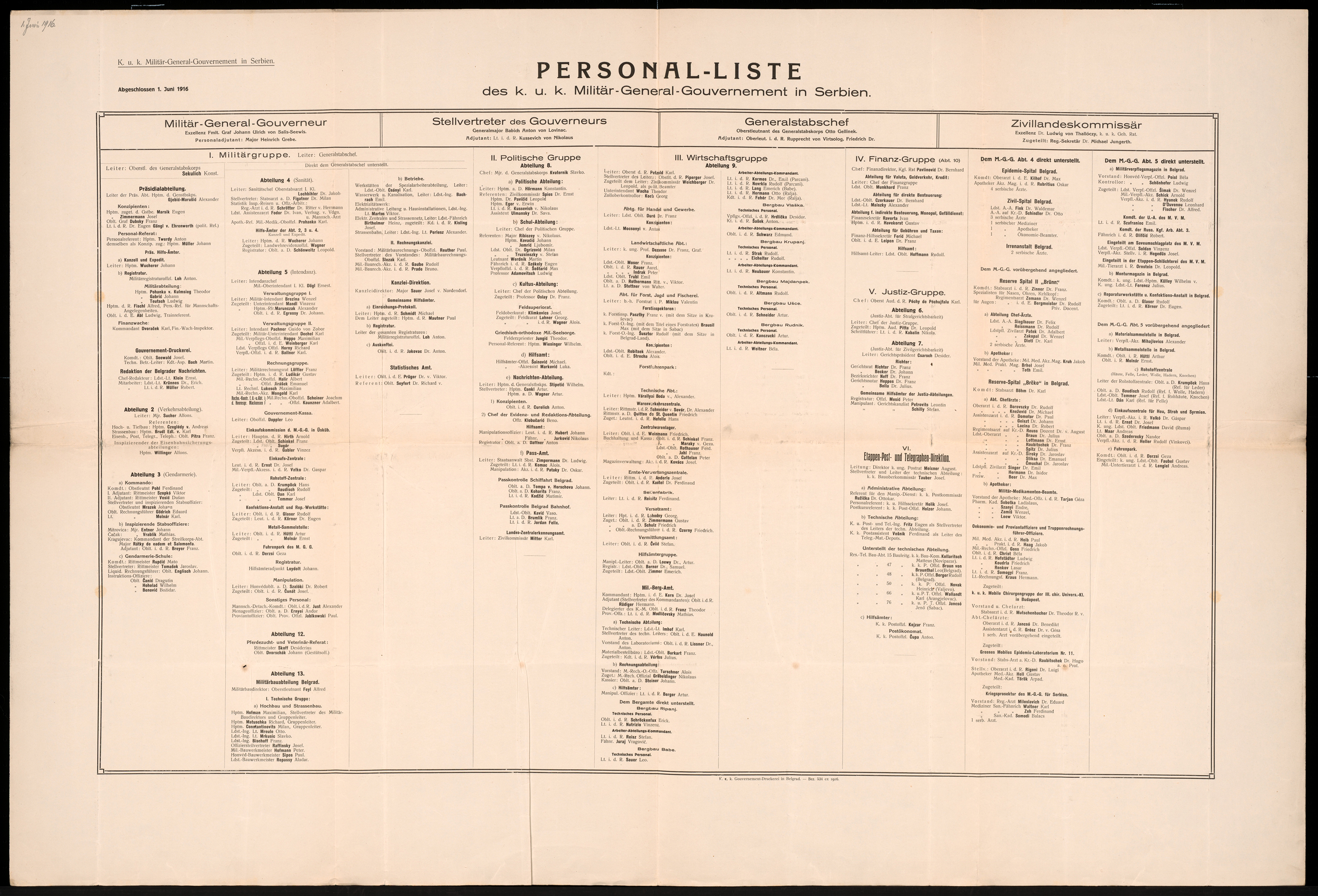
Lista de pessoal do Governo Geral Militar da Sérvia, 1916

### Comandantes
- Feldzeugmeister Oskar Potiorek (12 de agosto de 1914 - 27 de dezembro de 1914) [124]
- Arquiduque Generaloberst Eugen Ferdinand (27 de dezembro de 1914 - 27 de maio de 1915) [125]
- General Karl Tersztyánszky von Nádas (27 de maio de 1915 - 27 de setembro de 1915) [126]
- General Hermann Kövess von Kövessháza (27 de setembro de 1915 - 1 de janeiro de 1916) [127]

### Governadores-Gerais Militares
- Feldmarschallleutnant Johann Ulrich Graf von Salis-Seewis (1 de janeiro de 1916 - julho de 1916) [48]
- Generaloberst Adolf Freiherr von Rhemen zu Barensfeld (6 de julho de 1916 - outubro de 1918) [73]
- Generalfeldmarschall Hermann Kövess von Kövessháza (outubro de 1918 - 1 de novembro de 1918) [128]